# DQ Весов
DQ Весов (лат. DQ Librae) — одиночная переменная звезда в созвездии Весов на расстоянии (вычисленном из значения параллакса) приблизительно 34153 световых лет (около 10471 парсека) от Солнца. Видимая звёздная величина звезды — от +15,5m до +14,4m.

## Характеристики
DQ Весов — пульсирующая переменная звезда типа RR Лиры (RR).